# Vespadelus darlingtoni
Vespadelus darlingtoni és una espècie de ratpenat de la família dels vespertiliònids. És endèmic del sud-est d'Austràlia (Austràlia Meridional, Victòria, Nova Gal·les del Sud, Tasmània i l'illa de Lord Howe). Els seus hàbitats naturals són les selves pluvials, els boscos d'eucaliptus secs o humits, els boscos subalpins i els erms alpins. És una espècie en risc mínim, és a dir, no sembla que hi hagi cap amenaça significativa per a la seva supervivència. Fou anomenat en honor del zoogeògraf estatunidenc Philip Jackson Darlington Jr.

## Reproducció
Les femelles pareixen una sola cria.